# Universidad de Toulouse I Capitole

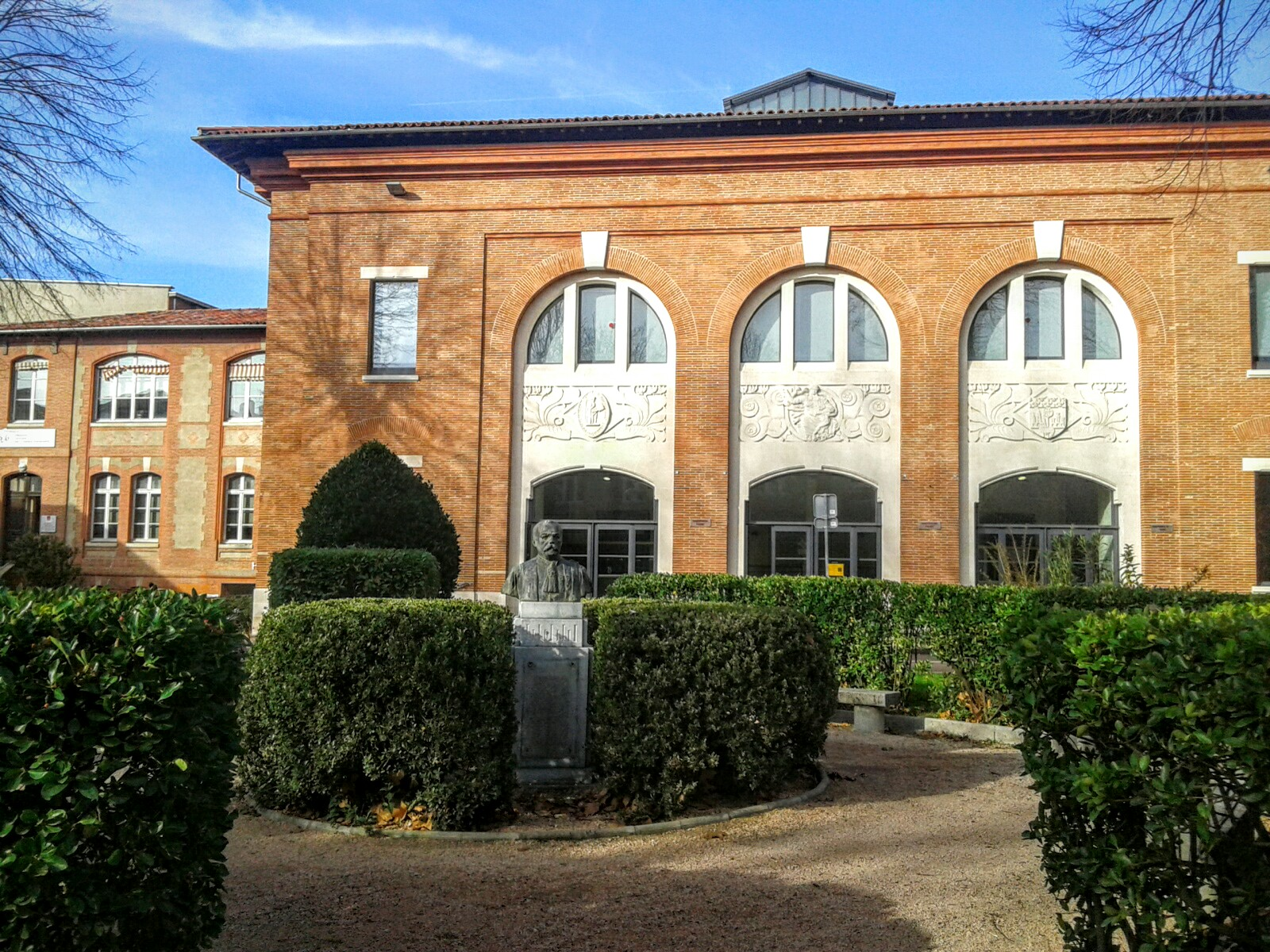
Anfiteatro Cujas, en el sector "Anciennes Facultés".

La Universidad de Toulouse I Capitole (del francés: Université Toulouse 1 Capitole) es una de las tres universidades de la ciudad de Toulouse (Francia). Forma parte del conjunto universitario llamado Universidad Federal de Toulouse Midi-Pyrénées.

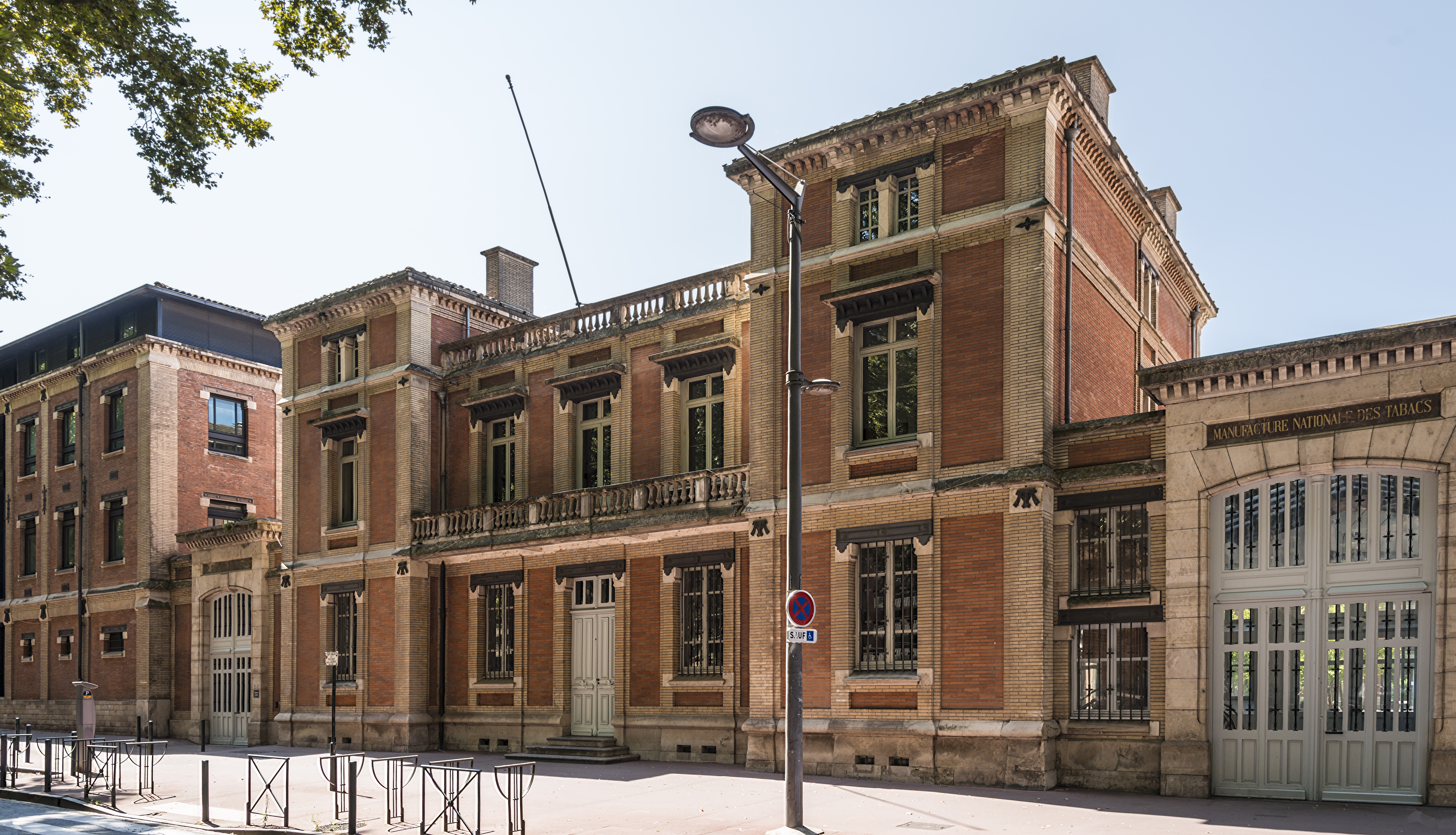
Toulouse School of Economics

Tiene sus orígenes en la Universidad de Toulouse, fundada en 1229. Abierta en 1968, esta universidad se estructura en torno a las ciencias sociales (Derecho, Ciencias Políticas, Economía, Administración, etc.).

## Exalumnos notables
- Éloïc Peyrache, un economista francés